# Árpád téri református templom
Az Árpád téri református templom a debreceni Árpád téri református egyházközség temploma. Tóásó Pál tervei alapján készült el 1912-re. Az építtető Vecsey Imre és felesége, Bruckner Karolina volt.

## Építészeti jellemzői
Neoromán stílusú, magyaros díszítésű eklektikus épület. A főbejárat mélységben tagolt, kihangsúlyozott félköríve román stílusra emlékeztet. A hatalmas rózsaablakokat a gót stílusból kölcsönözte a tervező. Az oldalbejáratok fölötti timpanonszerű kiképzés és a tartóoszlopok az ógörög építészetet idézik. A templom kilincse halat formáz, fehér mennyezete gótikus, bordás. A főbejárattal szemben egyszerű fa szószék áll. A főbejárat fölötti karzaton található, Pécsett készített, pneumatikus, táskaládás (ékfúvócskás) Angster-orgonát 1912. december 15-én indítottak be.
Az építési munkákat Kallós Adolf és Koch Rudolf budapesti vállalkozók végezték. A kőfaragásokat az erdőbényei Beck Sámuel, a szobrászati díszítőelemeket a debreceni Somogyi Sándor, a toronyórát Kónya László, a szószéket, padokat az egri Pavlovics Lajos, a templom egyetlen 2152 kg tömegű, H0 hangú harangját Egry Ferenc öntötte. (Még két kisebb harang is készült, de azokat az első világháborúban elvitték. 1173 kg-os disz1 hangú és 634 kg-os fisz1 hangú harangok voltak, újraöntésük tervben van.)